# Hlahol pražský
Zpěvácký spolek Hlahol v Praze je pražský smíšený pěvecký sbor. Byl založen v roce 1861 jako mužský pěvecký sbor, ženský sbor vznikl v roce 1879. Sídlí ve vlastní budově čp. 248 s předním průčelím na Masarykově nábřeží čo. 16 a zadním ve Vojtěšské ulici čo. 5, budova je chráněnou kulturní památkou.

## Historie
Zakladatelem byl pražský sládek, zpěvák a sbormistr Jan Ludvík Lukes. V roce 1861 ustavil veřejný spolek, zpočátku výhradně mužský sbor o 120 členech, který poprvé pod názvem „Hlahol“ vystoupil na pohřbu Václava Hanky na Vyšehradě v lednu 1861. Prvním předsedou byl zvolen kníže dr. Rudolf Thurn-Taxis.
V roce 1862 vytvořil Josef Mánes pro Hlahol spolkový prapor s varytem a heslem „Zpěvem k srdci, srdcem k vlasti“; jako svůj symbol má spolek sedmistrunné varyto i v současné době. Vedle koncertní činnosti Hlahol v 19. století také vypisoval ceny na skladby, aby inspiroval české autory k původní tvorbě. Podporoval také vzájemné vztahy s pěveckými spolky, které vznikaly v Čechách a na Moravě podle jeho vzoru. Udržoval čilé kontakty i se sbory v jiných zemích a často koncertoval v zahraničí. Sbor často účinkoval při slavnostních příležitostech, např. odhalování pomníků, kladení základního kamene Národního divadla, pohřby význačných osobností atd.
Původně mužský sbor poprvé zpíval ve smíšené sestavě 9. března 1873. Stálý ženský sbor, tzv. dámský odbor, byl zřízen za působení sbormistra Karla Knittla na podzim roku 1879. V té době měl Hlahol 143 členek a 200 členů.
V roce 1905 se sbor nastěhoval do vlastní budovy na vltavském nábřeží v Praze. V roce 1925 počet členů přesáhl tisícovku. V roce 1936 bylo těleso rozšířeno o dětský sbor.
Za druhé světové války činnost sboru téměř ustala. Po válce se Hlahol dále rozvíjel po umělecké stránce, avšak ustaly styky se zahraničím a budova Hlaholu chátrala. Ačkoliv Hlahol býval poměrně bohatým spolkem (kromě uvedených dvou činžovních domů na nábřeží vlastnil ještě dům v Liliové ulici, který mu odkázal Josef Fanta), pro nedostatek financí ho byl nucen v 50. letech věnovat státu). V letech 1954–1958 byl Hlahol pěveckým sborem Městského domu osvěty. V roce 1957 byl ustaven vlastní orchestr Hlaholu jako samostatný odbor spolku, aby mohl sbor doprovázet při vystoupeních. Z finančních důvodů se však v roce 1978 rozpadl. V roce 1984 byl založen smyčcový orchestr.
V polistopadové době se zvýšil počet členů sboru a rozvíjela se koncertní činnost v Česku i za jeho hranicemi. Rovněž byla obnovena práce s komorním orchestrem. Sbor je členem Unie českých pěveckých sborů. V současnosti má pražský Hlahol asi šedesát členů.

## Sídlo Hlaholu

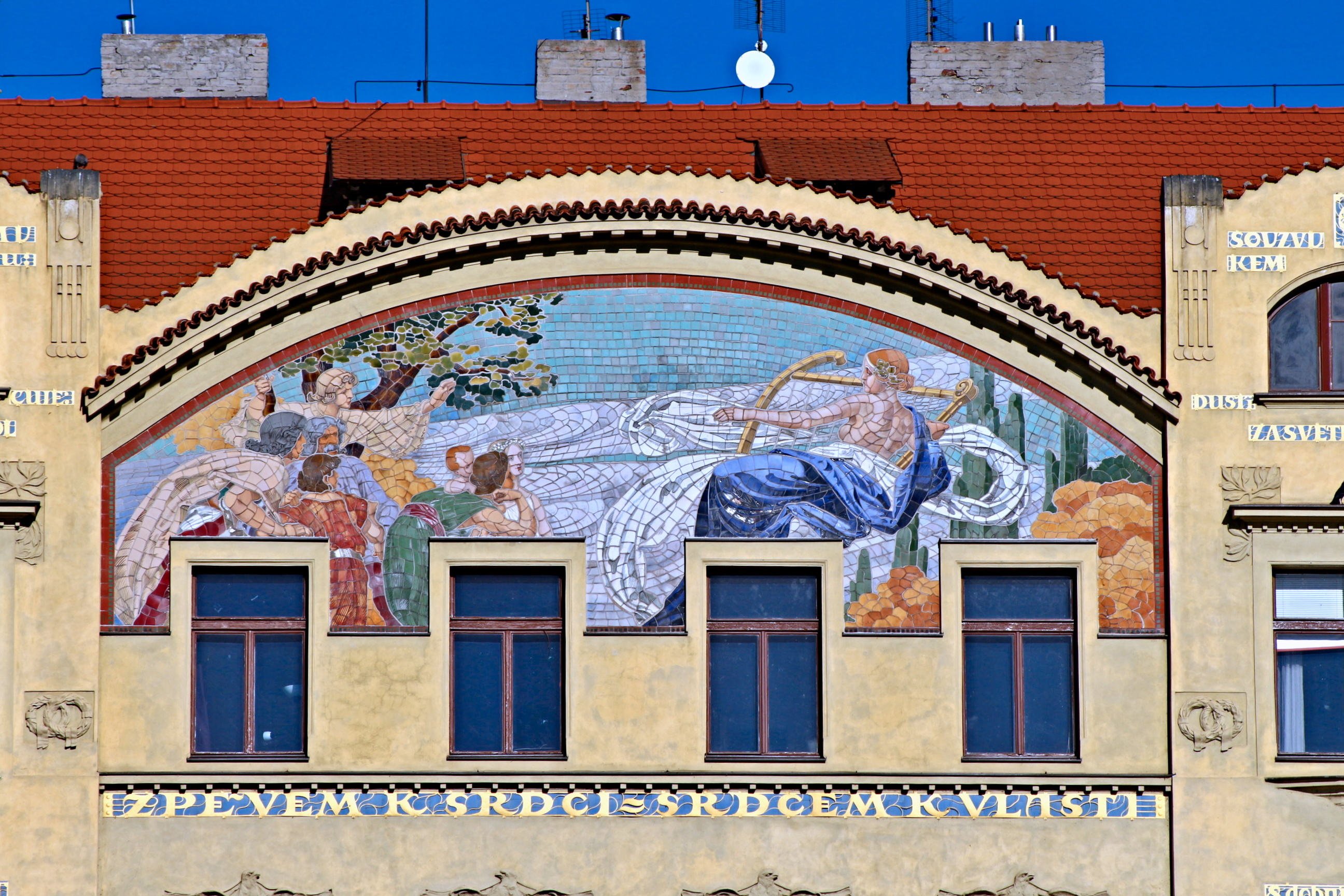
Malba na keramice ve vrcholové lunetě, pod okny je nápis ZPĚVEM K SRDCI / SRDCEM K VLASTI

Pražský Hlahol sídlí v památkově chráněné secesní spolkové budově, postavené v letech 1903 až 1905 a tvořené dvěma řadovými domy: na Masarykově nábřeží a ve Vojtěšské ulici.
Od svého vzniku vystřídal Hlahol několik sídel, scházel se např. v nynější Jungmannově ulici, v Řetězové ulici nebo na Václavském náměstí. V roce 1902 se spolek rozhodl zakoupit pozemek pro výstavbu vlastního domu. Díky darům členů a příznivců byla v roce 1903 zakoupena parcela mezi nábřežím a Vojtěšskou ulicí. Práce byly zahájeny v témže roce pod vedením stavitele Čeňka Gregora. Architekt František Schlaffer, člen sboru, i autor konečného projektu Josef Fanta pracovali bez nároku na mzdu. Budova byla otevřena 18. září 1905, kdy proběhla první zkouška sboru.
Mezi oběma vchody z nábřeží jsou umístěny pamětní desky připomínající tři sbormistry Hlaholu: Bedřicha Smetanu, Karla Bendla a Karla Knittla. V úrovni prvního poschodí zdobí fasádu obou průčelí zlacený nápis HLAHOL. Ve dvoře mezi oběma domy byl vybudován Velký sál se sedlovou prosklenou střechou. V Malém sále, který se využívá ke zkouškám, jsou vystaveny fotografie sboru. V prvním patře se nachází spolkové muzeum, kde jsou vystaveny pamětní předměty a ocenění, např. originál spolkového praporu od Josefa Mánesa i jeho skici či kladívko a lopatka použité při pokládání základního kamene.
V roce 1944 byly Hlaholu zabaveny sál, šatna s příslušenstvím, galerie, kancelář a zasedací síň a přiděleny organizaci Todt-Einsatzgruppe VII, Oberbauleitung v Praze IV. Hlahol se dočasně usídlil v domě ve Štěpánské ulici. V lednu roku 1945 začal znovu zkoušet ve vlastní budově, avšak opět v dubnu zabral referát branné moci magistrátu hl. m. Prahy sál a šatnu pro sklad mouky. Až po válce mohl spolek své sídlo znovu využívat.

## Seznam sbormistrů
- Jan Ludevít Lukes
- Ferdinand Heller (tvůrce České besedy)
- František Kaván
- Bedřich Smetana
- Karel Bendl
- Karel Knittl
- Josef Klička
- Karel Douša
- Adolf Piskáček
- Jaroslav Křička
- Jaromír Herle
- Josef Stanislav
- Václav Smetáček
- Vratislav Vycpálek
- Antonín Dolinský
- Cyril Pecháček
- Zdeněk Tomáš
- Jan Kasal
- Zdeněk Šulc
- Roman Z. Novák (od 2001)

Čestnými členy spolku byli například Bedřich Smetana, Pavel Křížkovský, Josef Bohuslav Foerster, Leoš Janáček, Vítězslav Novák a Josef Suk.